# Brännö
Brännö é uma ilha da província da Gotalândia Ocidental, situada no arquipélago do Sul de Gotemburgo, no estreito de Categate. Pertence à comuna de Gotemburgo.